# 石材

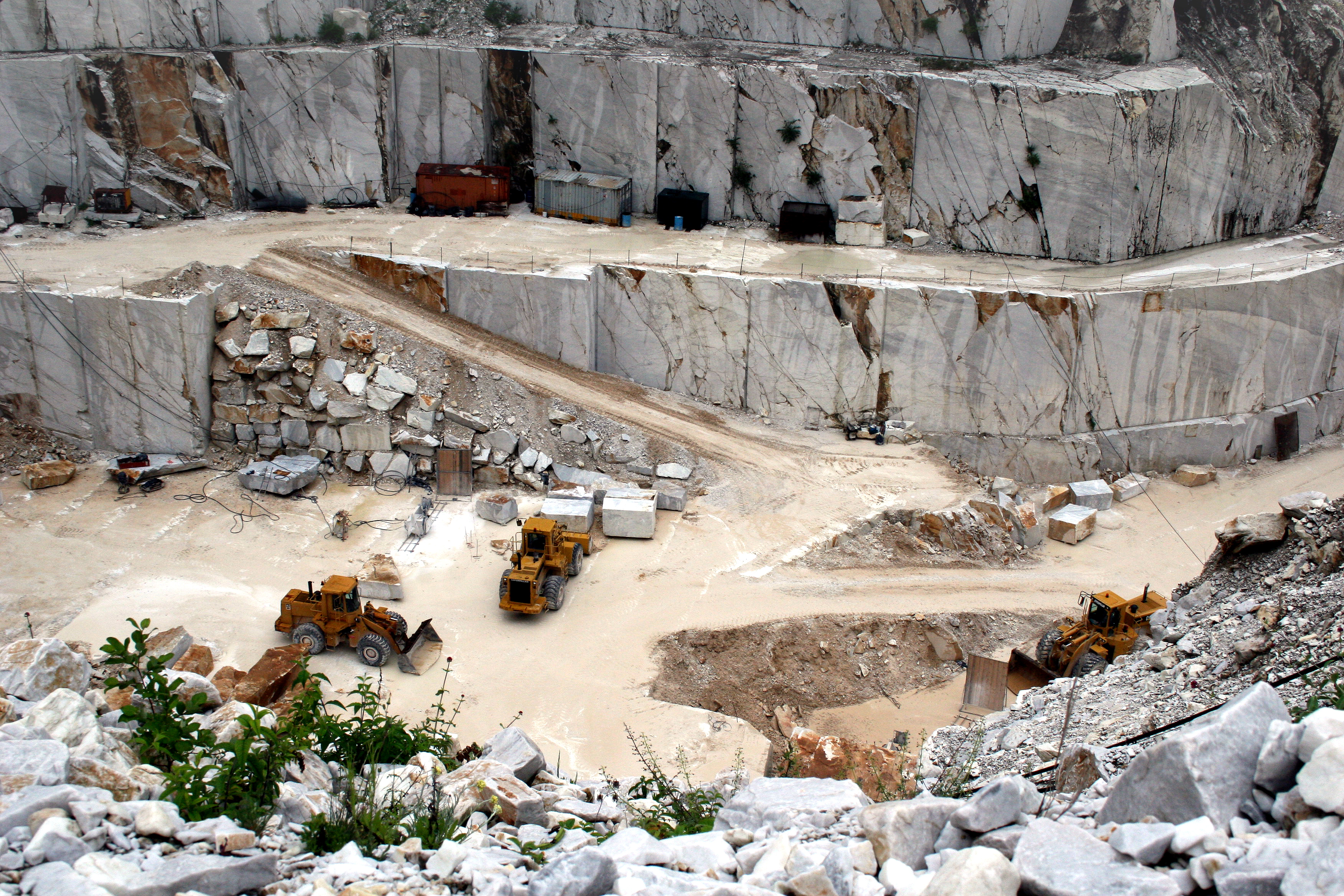
イタリアのカッラーラにある大理石採石場

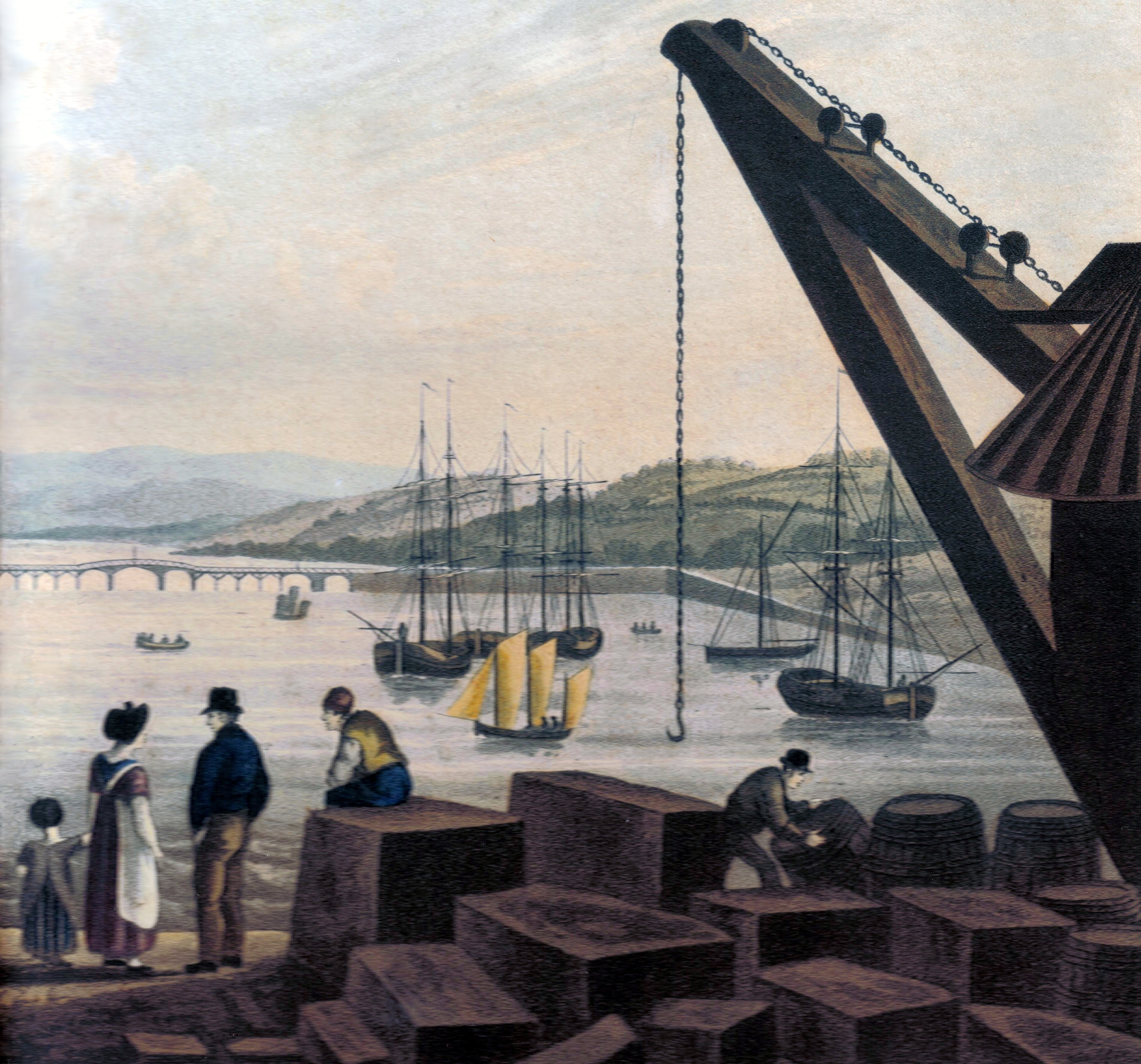
イギリス、テインマスで積み下ろしされている花崗岩規格石材

石材（せきざい）は、土木・建築用、墓石や石碑、美術・工芸品などの材料として利用される天然の岩石。色、模様、質感、耐久性などによって、用途に応じた岩石が用いられる。大理石や御影石などに分類されるが、岩石学的な分類とは異なる。

## 主な石材

### 大理石
主に内装向けの装飾用石材。結晶質石灰岩（狭義の“大理石”）や石灰岩だけでなく、トラバーチン、ドロマイト、蛇紋岩なども含める。国会議事堂には、内装に35種類の国産大理石（2種類の蛇紋岩を含む）が使われている。

### 御影石
主に外装向けの石材。花崗岩や他の深成岩（閃緑岩やハンレイ岩など）だけでなく、片麻岩などの変成岩類も含まれる。国産石材としては、本御影石（兵庫県）、稲田石（茨城県）、岡崎石（愛知県）、万成石（岡山県）、北木石（岡山県）、議院石（広島県）、徳山石（山口県）、庵治石（香川県）、大島石（香川県）羽黒青糠目、磐梯みかげ（宮城県）恵那錆石などがある。
- 真砂土

### その他の石材
- 安山岩類：鉄平石（長野県）、男鹿石（秋田県）、本小松石（神奈川県）、札幌硬石（北海道）、戸室石（石川県）、伊豆堅石[注釈 1]（静岡県）など。
- 凝灰岩類：大谷石（栃木県）、伊豆若草石（静岡県）、秋保石（宮城県）、札幌軟石（北海道）、金屋石（富山県）、日華石（石川県）、笏谷石（福井県）、十和田石（秋田県）梅園石、日向石、宇治石 、竜山石（兵庫県）など。
- 砂岩 ：和泉石、多胡石　砂岩石材の一覧（英語版）
- 結晶片岩： 三波石（群馬県）など。
- 粘板岩類：スレート、那智黒石、雄勝石、金屋石、鎌倉石
- 流紋岩類：抗火石
- 玄武岩類：阿翁石
- en:List of decorative stones - 装飾石の一覧

- 割石
- 割栗石
- 燧石
- ぴんころ
- 天然砥石
- 玉石
- 砕砂
- 砕石
- 砂利
- 岩ズリ

## 石材の利用について
建築、土木、墓碑、彫刻などに用いられる。
置き場
石材の置き場所を石場という。江戸時代の石場は、古石場という地名になっている。
再利用
調達、運搬に困難が伴う石材には、さまざまな工夫が見られた。日本の石垣には、石の産地、関わった大名や石工を示す刻印を施し、管理体制が敷かれた。墓石・古墳などの遺跡からの転用石も見られる。
中国では、万里の長城の石やレンガが持ち去られ近隣住民の建築資材として利用された。南米では、コンキスタドールが侵略した後、宮殿や神殿の石は、キリスト教の教会などを建築する資材となった。フランスなどで廃城となった場合にも、近隣住民が転用した例がみられる。
エジプトでは、アメンエムハト1世のピラミッドの石材が、クフ、カフラー、ウナス、ペピ2世（もしくはペピ1世）のピラミッドに再利用されている。
トルコのボドルム城には、マウソロス霊廟の柱やレリーフや建材などの石材がスポリアとして転用されている。